# Literaturjahr 1874
Liste der Literaturjahre

◄◄ | ◄ | 1870 | 1871 | 1872 | 1873 | Literaturjahr 1874 | 1875

Weitere Ereignisse

## Ereignisse

### Prosa
- Februar: Victor Hugo veröffentlicht in drei Bänden seinen letzten Roman 1793.
- Vier Jahre nach dem Tod des unter dem Pseudonym Comte de Lautréamont schreibenden Isidore Lucien Ducasse veröffentlicht der Brüsseler Buchhändler Jean-Baptiste Rozez dessen Hauptwerk Die Gesänge des Maldoror, das heute als eines der radikalsten Werke der abendländischen Literatur gilt, ohne dass es allerdings auf merkliche Resonanz stößt.
- Jules Verne veröffentlicht den Roman L’Île mystérieuse (Die geheimnisvolle Insel) im Verlag von Pierre-Jules Hetzel.

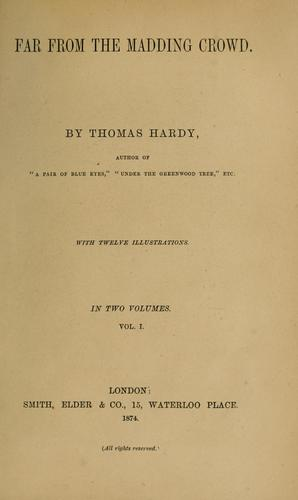
Titelseite Far from the Madding Crowd 1874

- Thomas Hardy veröffentlicht im Cornhill Magazin in Fortsetzungen seinen vierten Roman Far from the Madding Crowd (Am grünen Rand der Welt). Damit beginnen seine später sehr berühmt gewordenen sogenannten „Wessex-Romane“.
- Theodor Storm veröffentlicht im vierten Band der Leipziger Zeitschrift Deutsche Jugend den Roman Pole Poppenspäler, illustriert von Carl Offterdinger.

### Lyrik / Bildergeschichten
- Wilhelm Busch veröffentlicht die Gedichtsammlungen Dideldum! sowie Kritik des Herzens in Anlehnung an Immanuel Kants Kritik der reinen Vernunft, die jedoch beim Publikum vorerst wenig Anklang finden.

### Periodika
- Oktober: Julius Rodenberg gründet die Deutsche Rundschau, eine literarische und wissenschaftliche Zeitschrift, die monatlich im Gebrüder Paetel Verlag erscheint und die deutsche Politik sowie Literatur und Kultur zeitweilig maßgeblich beeinflussen wird.

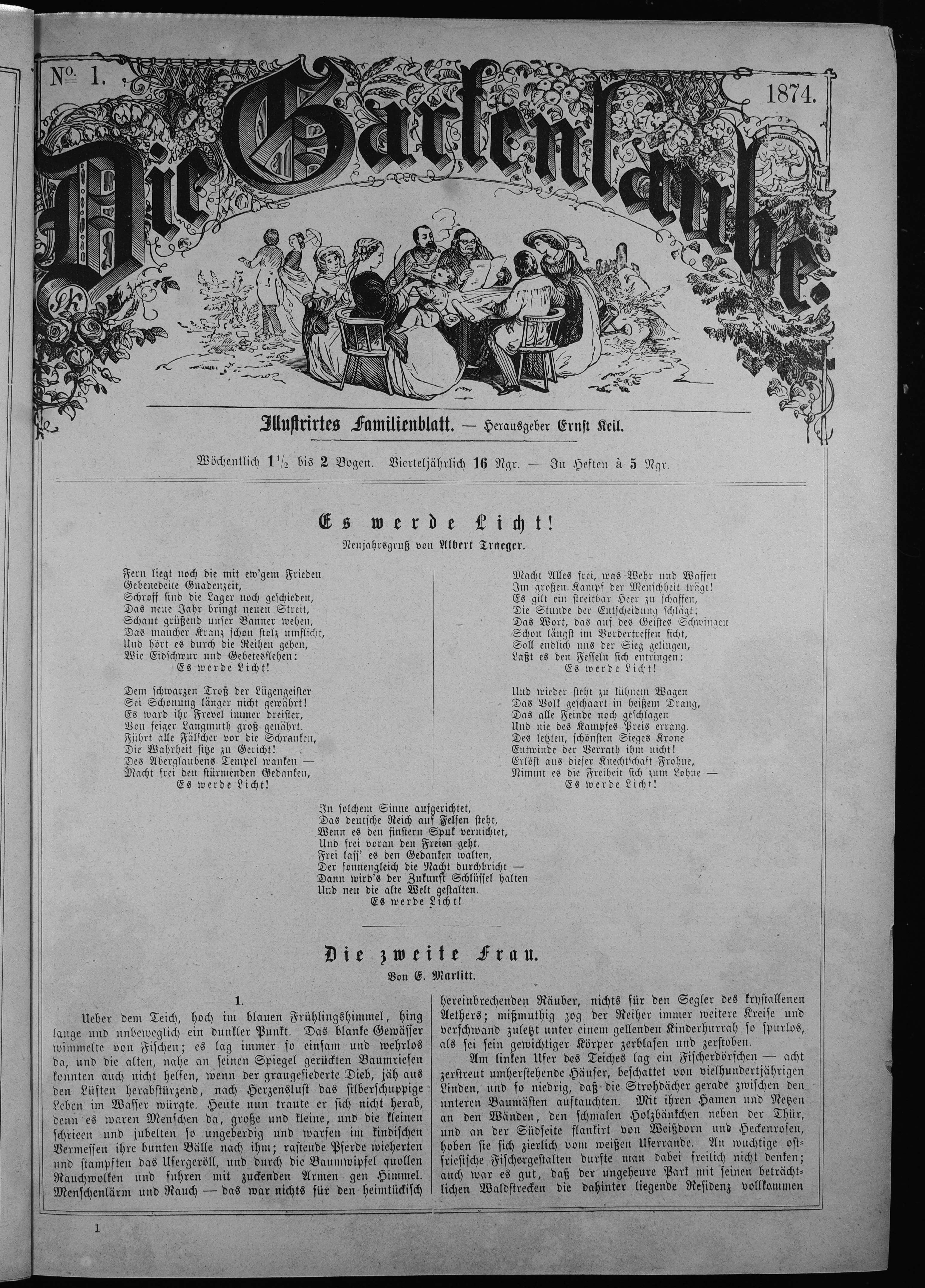
Die Gartenlaube 1874

### Sachliteratur

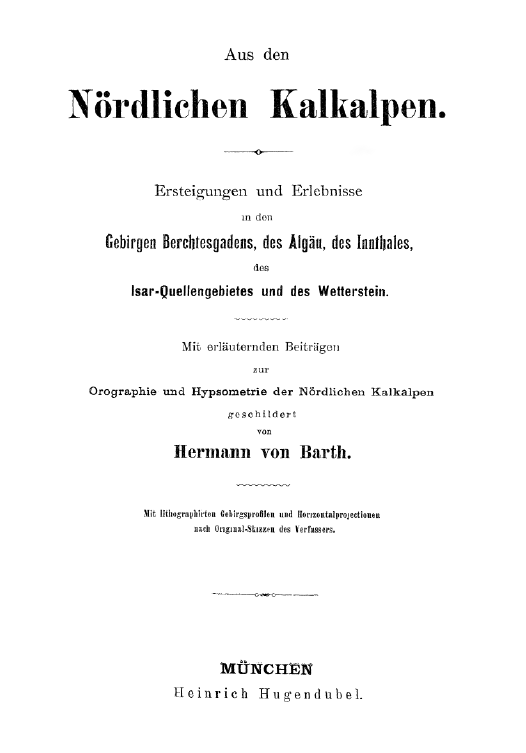
Titelblatt von Aus den Nördlichen Kalkalpen

Der deutsche Bergsteiger Hermann von Barth veröffentlicht bei Hugendubel das Buch Aus den Nördlichen Kalkalpen, einen Klassiker der Alpinliteratur. Im Untertitel des Buchs bezeichnet der Autor seine Ersteigungen und Erlebnisse in den Gebirgen Berchtesgadener Alpen, dem Allgäu, und vor allem große Teilen des Karwendels mit vielen Erstbesteigungen nördlich des Inntals, des Isar-Quellengebietes und im Wetterstein.

### Sonstiges
- 2. Mai: Karl May wird aus dem Zuchthaus Waldheim entlassen, wo er eine Haftstrafe wegen Landstreicherei verbüßt hat.

## Geboren
- 04. Januar: Svend Fleuron, dänischer Schriftsteller († 1966)
- 16. Januar: Robert W. Service, kanadischer Dichter und Novelist († 1958)
- 24. Januar: Emil Baudenbacher, Schweizer evangelischer Geistlicher und Volksschriftsteller († 1921)
- 25. Januar: W. Somerset Maugham, britischer Dramatiker und Schriftsteller († 1965)

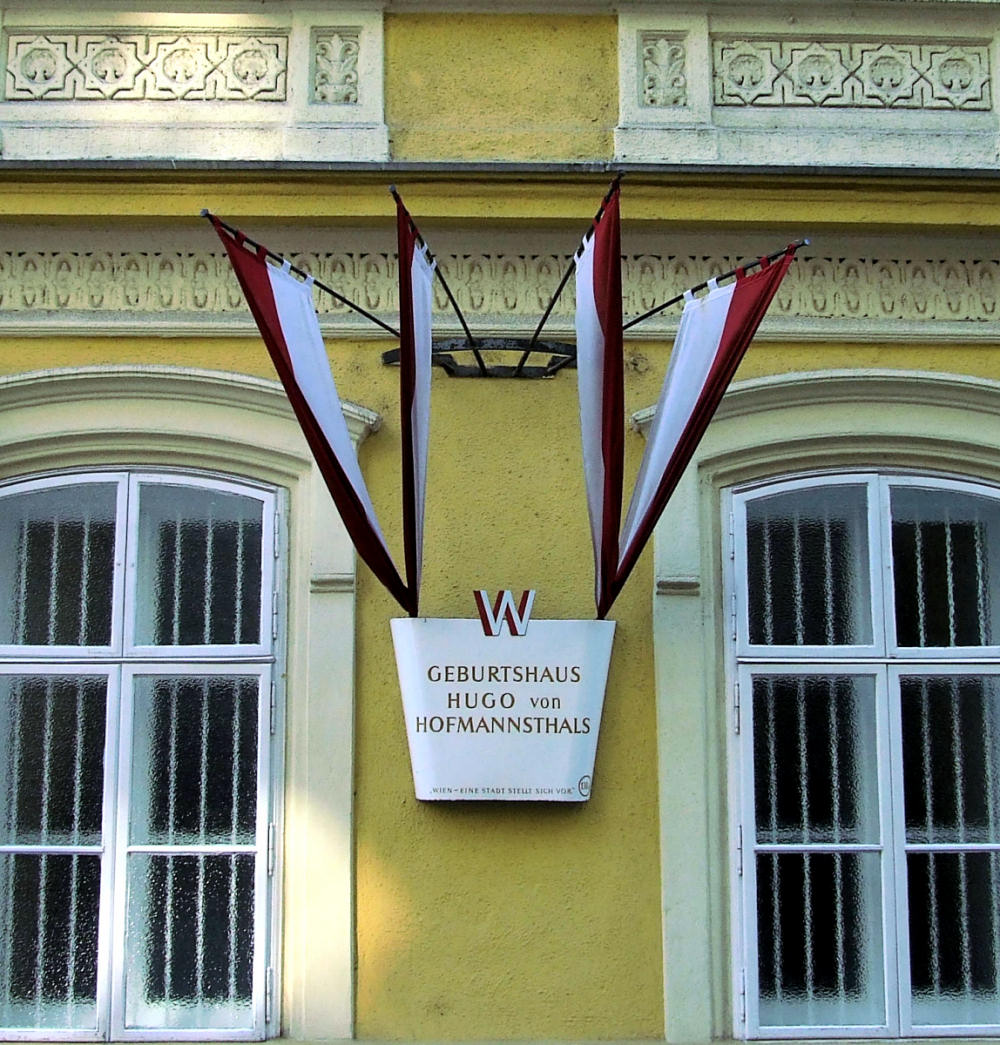
Hofmannsthals Geburtshaus in Wien

- 01. Februar: Hugo von Hofmannsthal, österreichischer Dichter und Schriftsteller († 1929)

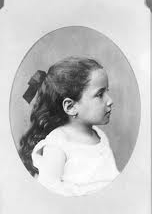
Gertrude Stein im Alter von drei Jahren

- 03. Februar: Gertrude Stein, US-amerikanische Schriftstellerin († 1946)
- 09. Februar: Amy Lowell, US-amerikanische Frauenrechtlerin und Dichterin († 1925)
- 11. Februar: Elsa Beskow, schwedische Kinderbuchautorin, Malerin und Illustratorin († 1953)
- 18. Februar: Paul Arbelet, französischer Romanist und Stendhal-Spezialist († 1938)
- 20. Februar: Felix Oppenheimer, österreichischer Schriftsteller († 1938)

- 08. März: Gabriel Scott, norwegischer Schriftsteller († 1958)
- 09. März: Karl Foerster, deutscher Gärtner, Staudenzüchter und Schriftsteller († 1970)
- 18. März: Bertha Diener, österreichische Schriftstellerin und Reisejournalistin († 1948)
- 20. März: Börries Freiherr von Münchhausen, deutscher Schriftsteller († 1945)
- 26. März: Robert Frost, US-amerikanischer Dichter und Pulitzerpreisträger († 1963)

- 07. April: Friedrich Kayssler, deutscher Schriftsteller († 1945)
- 26. April: Franz Feldhaus, deutscher Elektroingenieur und wissenschaftlicher Schriftsteller († 1957)
- 28. April: Karl Kraus, österreichischer Schriftsteller und Satiriker († 1936)

- 07. Mai: Ilmari Kianto, finnischer Schriftsteller († 1970)
- 10. Mai: Martin Boelitz, deutscher Schriftsteller († 1918)
- 22. Mai: Anton Kippenberg, deutscher Verleger († 1950)
- 27. Mai: Richard von Schaukal, österreichischer Dichter († 1942)
- 29. Mai: G. K. Chesterton, britischer Schriftsteller († 1936)

- 01. Juni: Macedonio Fernández, argentinischer Schriftsteller († 1952)
- 13. Juni: Leopoldo Lugones, argentinischer Dichter und Essayist († 1938)
- 14. Juni: Ota Wićaz, sorbischer Literatur- und Kulturhistoriker und Schriftsteller († 1952)
- 16. Juni: Gustav Amweg, Schweizer Autor und Lehrer († 1944)
- 22. Juni: Martha Ringier, Schweizer Schriftstellerin († 1967)
- 28. Juni: Alfred Gold, österreichischer Literat, Theaterkritiker, Feuilletonist, später Kunsthistoriker, Kunsthändler und Kunstsammler († 1958)

- 15. Juli: Wilhelm von Scholz, deutscher Schriftsteller und Dramatiker († 1969)
- 18. Juli: Jakub Lorenc-Zalěski, sorbischer Schriftsteller und Publizist († 1939)
- 28. Juli: Alice Duer Miller, US-amerikanische Schriftstellerin († 1942)
- 29. Juli: August Stramm, deutscher Dichter und Dramatiker († 1915)

- 07. August: André Jolles, niederländischer Literaturwissenschaftler († 1946)
- 08. August: Tristan Klingsor, französischer Schriftsteller, Maler, Komponist und Musikkritiker († 1966)
- 11. August: Wilhelm Schussen, deutscher Schriftsteller († 1956)
- 20. August: Violet Schiff, britische Kunst- und Literaturmäzenin († 1962)

- 08. September: Friedrich Stampfer, deutscher Journalist († 1957)
- 18. September: Johannes Anker Larsen, dänischer Schriftsteller († 1957)

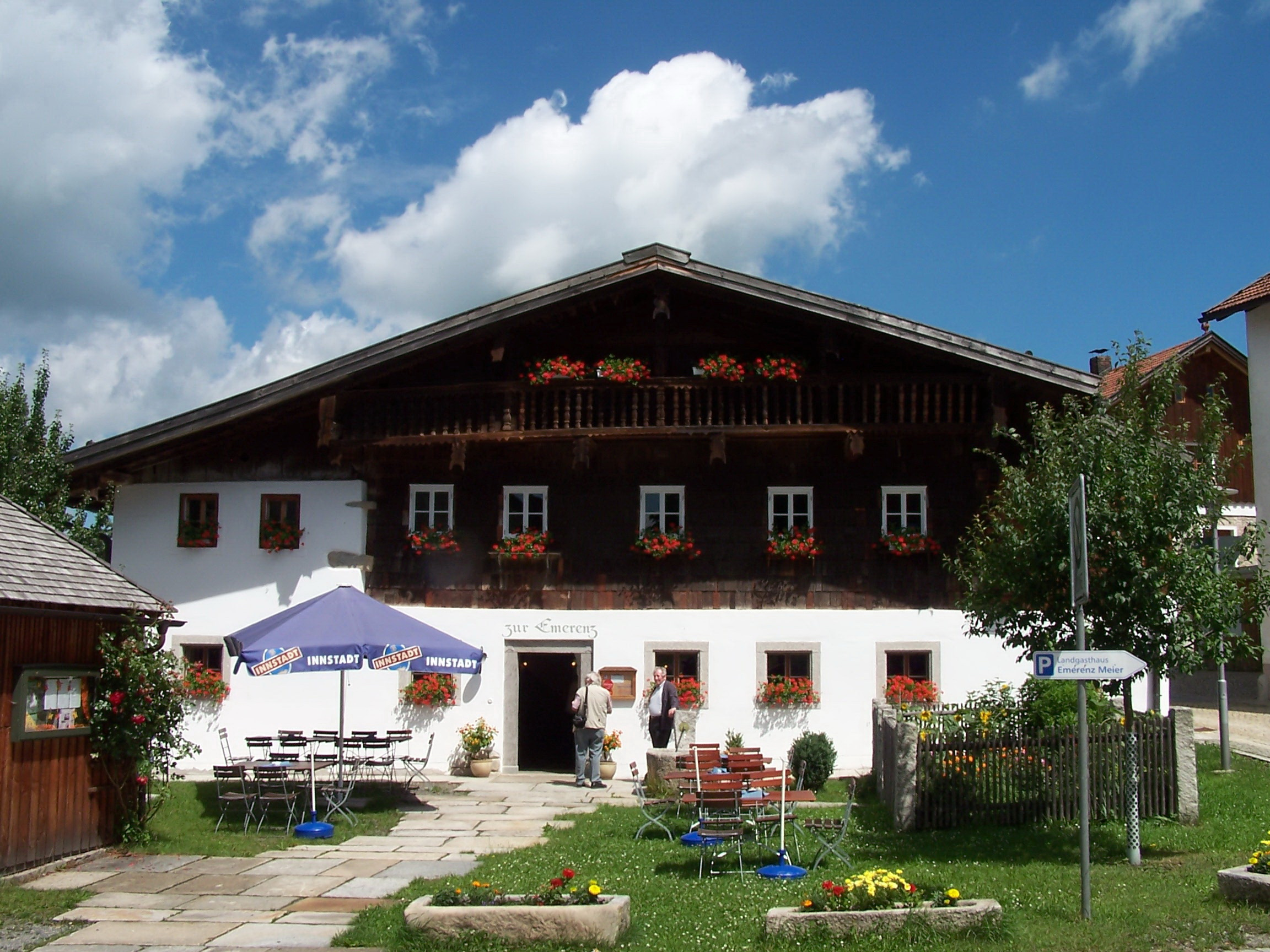
Geburtshaus Emerenz Meier

- 03. Oktober: Emerenz Meier, deutsche Schriftstellerin († 1928)
- 09. Oktober: Nicholas Roerich, russischer Maler und Schriftsteller († 1947)
- 23. Oktober: Otto Rühle, kommunistischer Politiker und Schriftsteller († 1943)
- 28. Oktober: Franc Ksaver Meško, slowenischer katholischer Priester und Schriftsteller († 1964)

- 03. November: Florence Randal Livesay, kanadische Schriftstellerin, Übersetzerin und Journalistin († 1953)
- 19. November: Otto Borngräber, deutscher Schriftsteller, Dramatiker und Dramaturg († 1916)
- 26. November: Edmond Fleg, französischer Schriftsteller († 1963)

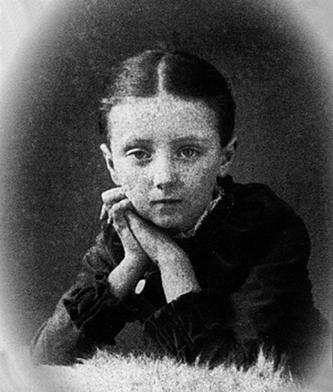
Lucy Maud Montgomery als Kind

- 30. November: Lucy Maud Montgomery, kanadische Schriftstellerin († 1942)

- 19. Dezember: Adolph Ernst Knoch, US-amerikanischer Autor theologischer Schriften und Bibelherausgeber († 1965)
- 21. Dezember: Tadeusz Boy-Żeleński, polnischer Dichter († 1941)
- 26. Dezember: Norman Angell, britischer Schriftsteller und Publizist, Friedensnobelpreisträger († 1967)
- 30. Dezember: Janko Jesenský, slowakischer Schriftsteller († 1945)

- Herbert Adams, britischer Schriftsteller († 1958)
- Faraḥ Anṭūn, syrischer Journalist († 1922)

## Gestorben

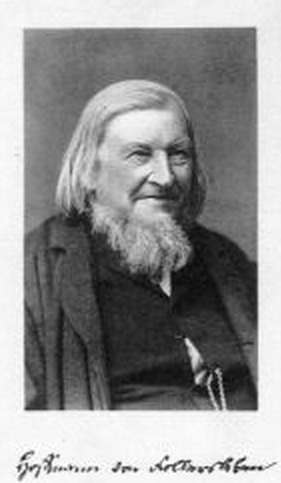
August Heinrich Hoffmann von Fallersleben

- 19. Januar: August Heinrich Hoffmann von Fallersleben, deutscher Dichter, Verfasser des Lieds der Deutschen (* 1798)
- 31. Januar: Enno Wilhelm Hektor, deutscher Autor sozialkritischer Bücher, von Gedichten und Theaterstücken (* 1820)

- 8. Februar: David Friedrich Strauß, deutscher Schriftsteller, Philosoph und Theologe (* 1808)
- 14. Februar: Armand Barthet, französischer Dichter (* 1820)
- 22. Februar: Heinrich von Maltzan, deutscher Orientalist und Schriftsteller (* 1826)
- 26. Februar: George Hesekiel, deutscher Journalist und Schriftsteller (* 1819)
- 16. März: Heinrich Schaumberger, deutscher Dichter und Erzähler (* 1843)

- 1. Mai: Niccolò Tommaseo, italienischer Schriftsteller (* 1802)
- 14. Juni: Georg August Pritzel, deutscher Bibliothekar und botanischer Schriftsteller (* 1815)
- 22. Juni: Howard Staunton, britischer Schachspieler, -journalist und Shakespeare-Forscher (* 1810)

- 5. Juli: August Sohlmann, schwedischer Publizist (* 1824)
- 7. Juli: John Heneage Jesse, englischer Historiker und Schriftsteller (* 1808)
- 12. Juli: Fritz Reuter, deutscher Schriftsteller (* 1810)
- 14. Juli: Franz Stelzhamer, österreichischer Dichter und Novellist (* 1802)
- 21. Juli: Ferdinand von Droste zu Hülshoff, deutscher Ornithologe und Schriftsteller (* 1841)

- 23. Dezember: Friedrich Bruckbräu, deutscher Schriftsteller und Übersetzer (* 1792)
- 24. Dezember: Hermann Püttmann, deutscher demokratischer und sozialistischer Publizist (* 1811)